# Limnophora bella
Limnophora bella är en tvåvingeart som beskrevs av Adrian C. Pont 1969. Limnophora bella ingår i släktet Limnophora och familjen husflugor.
Artens utbredningsområde är Tanzania. Inga underarter finns listade i Catalogue of Life.